# Paenda
Pænda (stilizirano PÆNDA; pravo ime Gabriela Horn), avstrijska pevka, besedilopiska in glasbena producentka, * 25. januar 1988, Deutschlandsberg (Lonč), Avstrijska Štajerska

## Mladost in šolanje
Pri šestih letih je začela peti v domačem kraju v pevskem zboru.  Pri štirinajstih je začela pisati pesmi in peti v različnih pop rock skupinah.  Obiskovala je ure kitare in klavirja ter se pri 20 letih preselila na Dunaj, kjer leta 2013 diplomirala z odliko na Vienna Music Institute. 

## Pesem Evrovizija
Leta 2019 je televizijska hiša ORF interno izbrala Pænda za predstavnika Avstrije na 64. tekmovanju za pesem Evrovizije v Tel Avivu. Na Evroviziji je nastopila s pesmijo »Limits«.  Nastopila je v drugem polfinalu je zasedla predzadnje mesto  z 21 točkami in se ni uvrstila v finale. 

## Diskografija

### Album
- »Evolution I« (2018)
- »Evolution II«  (2019)

### EPi
- »My Heart«  (2020)

### Pesmi
- »Waves« (2016)
- »Good Girl«  (2018)
- »Paper-thin«  (2018)
- »Limits« (2019)
- »Like a Domino«  (2019)
- »Best of It« (2020)
- »Want Me Not to Want You«  (2020)
- »Perfect Fit« (2020)
- »Friend Zone« (2020)
- »Lovers We Knew« (2021)
- »Come Around« (skupaj s Adam Bü & Moodygee 2021)
- »High and Dry« (2021)
- »All 2 You« (2021)
- »Late Night Friends« (skupaj s Adam Bü & Moodygee in Riley Kun 2022)